# Janet Farrar
Janet Owen, mais conhecida como Janet Farrar (24 de junho de 1950) é uma professora britânica e escritora de livros sobre Neopaganismo e Wicca. Escreveu importantes livros sobre os dois temas ao lado de seus dois maridos, Stewart Farrar e Gavin Bone. De acordo com George Knowles, "cerca de setenta e cinco por cento da Wicca ns, tanto na República quanto Irlanda do Norte, podem traçar suas raízes de volta aos Farrars".

## Obras

### Com Stewart Farrar
- 1981: Eight Sabbats for Witches
- 1984: The Witches' Way
- 1987: The Witches' Goddess: The Feminine Principle of Divinity
- 1989: The Witches' God: Lord of the Dance
- 1990: Spells and How they Work
- 1996: A Witches' Bible: The Complete Witches' Handbook (re-issue of The Witches' Way and Eight Sabbats for Witches)

### Com Stewart Farrar e Gavin Bone
- 1995: The Pagan Path
- 1999: The Healing Craft: Healing Practices for Witches and Pagans
- 2001: The Complete Dictionary of European Gods and Goddesses

### ComVirginia Russell
- 1999: The Magical History of the Horse

### Com Gavin Bone
- 2004: Progressive Witchcraft: Spirituality, Mysteries, and Training in Modern Wicca